# Electròcit

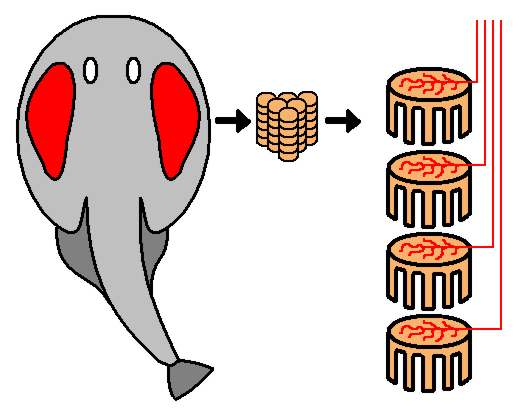
Peix torpedo mostrant la localització de l'òrgan elèctric i els electròcits apilats.

L′electròcit, (òrgan elèctric, electroplaca) és un òrgan miogènic comú a tots els siluriformes utilitzat per a generar un camp elèctric.
L'electròcit és una cèl·lula usada pels peixos torpediniformes, Electrophorus electricus (anguila elèctrica) i altres peix gat per a l'electrogènesi i l'electrorrecepció. Són cèl·lules amb forma de discs que estan disposades en una seqüència de manera similar a una bateria elèctrica. Poden tenir milers d'aquestes cèl·lules, produint cadascuna 0,15 V. Les cèl·lules funcionen per bombeig positiu d'ions sodi i potassi fora de la cèl·lula, vía transport de proteïnes potenciat per l'ATP. Els electròcits post-sinàpticament, treballen com un teixit muscular. Tenen el receptor nicotínic acetilcolina.
Per a descarregar els electròcits en el moment correcte, l'anguila elèctrica utilitza el seu nucli disparador, un nucli de neurones.
En els Torpediniformes elèctrics (rajada torpedo), les electroplaques es troben prop dels músculs pectorals i de les brànquies. En tots els altres peixos elèctrics estan prop de la cua.